# 福尔弥昂
《福尔弥昂》（英語：Phormio），古罗马剧作家泰伦提乌斯的喜剧作品。
泰伦提乌斯的代表性作品是：《婆母》、《两兄弟》、《福尔弥昂》。

## 内容
“福尔弥昂”是一个门客，他聪明机智，会捍卫自己尊严，是一名侠客。
雅典人“得米福”和他的哥哥“克瑞墨斯”两人出远门了，克瑞墨斯的儿子爱上了“潘菲拉”，一个擅长弹琴的女子，得米福的儿子却娶了“法尼乌姆”，一个穷女子。
得米福回来之后，反对这门亲事，但是已经生米煮成熟饭，他质问门客福尔弥昂这门亲事的事情，福尔弥昂假扮穷女子法尼乌姆的保护者，用智慧迫使得米福赞成这门婚姻。

## 影响
泰伦提乌斯这部作品影响了法国剧作家莫里哀，他根据这部作品创作了《司卡班的诡计》。